# Рамфорд (Мэн)
Ра́мфорд (англ. Rumford) — небольшой город (таун) в округе Оксфорд, штат Мэн, США. Является крупнейшим по численности населения городом округа. Согласно данным переписи населения США 2010 года, население города составляет 5841 человека.

## История
Поселение, из которого позднее вырос город, было основано в 1782 году на землях плантации Нью-Пеннакук. Топоним Пеннакук (также как и Рамфорд), является ранним вариантом названия города Конкорд, штат Нью-Гэмпшир, откуда прибыла часть первых поселян. Поселение получило самоуправление 21 февраля 1800 года.

В XIX веке основным источником благосостояния Рамфорда было сельское хозяйство. На окрестных полях выращивали пшеницу, кукурузу, овёс и картофель. В городе функционировали предприятия по производству лесоматериалов, сыров, крахмала и муки.

В 1901 году Хью Дж. Чизолм (Hugh J. Chisholm) открыл в Рамфорде фабрику своей бумажной компании, что привело к резкому росту населения и экономическому процветанию города. Однако кризисное состояние данной отрасли последних четырёх десятилетий привело к сокращению населения (62 % от уровня 1970 года).

## География
Город находится в юго-западной части штата, на берегах реки Андроскоггин, на расстоянии приблизительно 58 километров к западу-северо-западу (WNW) от Огасты, административного центра штата. Абсолютная высота — 252 метра над уровнем моря.

Согласно данным бюро переписи населения США, площадь территории города составляет 180,91 км², из которых, 177,54 км² приходится на сушу и 3,37 км² (то есть 1,86 %) на водную поверхность.

Климат Рамфорда влажный континентальный (Dfb в классификации климатов Кёппена), с морозной, снежной зимой и теплым летом.

## Демография
По данным переписи населения 2010 года в Рамфорде проживало 5841 человек (2827 мужчин и 3014 женщин), 1524 семей, насчитывалось 2674 домашних хозяйств и 3287 единиц жилого фонда. Средняя плотность населения составляла около 32,9 человека на один квадратный километр.

Расовый состав города по данным переписи распределился следующим образом: 97,24 % — белые, 0,6 % — афроамериканцы, 0,15 % — коренные жители США, 0,19 % — азиаты, 0,56 % — представители других рас, 1,25 % — две и более расы. Число испаноязычных жителей любых рас составило 1,64 %.

Из 2674 домашних хозяйств в 24,2 % — воспитывали детей в возрасте до 18 лет, 39,8 % представляли собой совместно проживающие супружеские пары, в 11,9 % семей женщины проживали без мужей, в 5,3 % семей мужчины проживали без жён, 43 % не имели семьи. 34,9 % от общего числа семей на момент переписи жили самостоятельно, при этом 15,6 % составили одинокие пожилые люди в возрасте 65 лет и старше. Средний размер домашнего хозяйства составил 2,17 человека, а средний размер семьи — 2,76 человека.

Население города по возрастному диапазону по данным переписи 2010 года распределилось следующим образом: 20,1 % — жители младше 18 лет, 8,1 % — между 18 и 24 годами, 21 % — от 25 до 44 лет, 30,6 % — от 45 до 64 лет и 20,2 % — в возрасте 65 лет и старше. Средний возраст жителей составил 45,5 года.